# Galium comberi
Galium comberi är en måreväxtart som beskrevs av Lauramay Tinsley Dempster. Galium comberi ingår i släktet måror, och familjen måreväxter. Inga underarter finns listade i Catalogue of Life.